# Květa Peschke
Květoslava Peschkeová nata Hrdličková (Bílovec, 9 luglio 1975) è un'ex tennista ceca.
Květoslava Květa Hrdličková, in seguito al matrimonio con il suo allenatore Torsten Peschke nel 2003, ha assunto il cognome del marito. Květoslava Peschkeová (così all'anagrafe) è nota al pubblico internazionale come Květa Peschke.
In carriera si è aggiudicata 1 titolo WTA in singolare e 34 in doppio, specialità nella quale è stata numero uno del mondo vincendo anche un torneo del Grande Slam insieme alla slovena Katarina Srebotnik. Nel 2011 ha inoltre trionfato in Fed Cup con la Repubblica Ceca.
Professionista dal 1993, si è ritirata nel 2022.

## Statistiche

### Singolare

#### Vittorie (1)
| Legenda         |
| --------------- |
| Grande Slam (0) |
| WTA Finals (0)  |
| Tier I (0)      |
| Tier II (0)     |
| Tier III (0)    |
| Tier IV (1)     |
| Tier V (0)      |

| No. | Data           | Torneo                                         | Superficie  | Rivale in finale | Risultato |
| 1.  | 19 aprile 1998 | Makarska International Championships, Macarsca | Terra Rossa | Li Fang          | 6-3, 6-1  |

#### Sconfitte (1)
| Legenda         |
| --------------- |
| Grande Slam (0) |
| WTA Finals (0)  |
| Tier I (0)      |
| Tier II (0)     |
| Tier III (1)    |
| Tier IV (0)     |
| Tier V (0)      |

| No. | Data             | Torneo                 | Superficie    | Rivale in finale | Risultato |
| 1.  | 1º novembre 1999 | Sparkassen Cup, Lipsia | Sintetico (i) | Nathalie Tauziat | 1-6, 3-6  |

### Doppio

#### Vittorie (36)
| Legenda              | Legenda               | Legenda      |
| -------------------- | --------------------- | ------------ |
| Grande Slam (1)      |                       |              |
| Ori Olimpici (0)     |                       |              |
| WTA Finals (0)       |                       |              |
| WTA Elite Trophy (0) |                       |              |
| Prima del 2009       | Dal 2009 al 2020      | Dal 2021     |
| Tier I (3)           | Premier Mandatory (2) | WTA 1000 (0) |
| Tier II (7)          | Premier 5 (2)         | WTA 1000 (0) |
| Tier III (0)         | Premier (11)          | WTA 500 (1)  |
| Tier IV (3)          | International (6)     | WTA 250 (0)  |
| Tier V (0)           | International (6)     | WTA 250 (0)  |

| No. | Data              | Torneo                                        | Superficie    | Partner             | Avversari in finale                       | Risultato              |
| 1.  | 2 agosto 1998     | Orange Warsaw Open, Sopot                     | Terra rossa   | Helena Vildová      | Åsa Svensson Seda Noorlander              | 6-3, 6-2               |
| 2.  | 15 aprile 2001    | Estoril Open, Estoril                         | Terra rossa   | Barbara Rittner     | Tina Križan Katarina Srebotnik            | 6-3, 6-2               |
| 3.  | 13 febbraio 2005  | Open GDF Suez, Parigi                         | Sintetico (i) | Iveta Benešová      | Anabel Medina Garrigues Dinara Safina     | 6-2, 2-6, 6-2          |
| 4.  | 30 ottobre 2005   | Generali Ladies Linz, Linz                    | Cemento (i)   | Gisela Dulko        | Conchita Martínez Virginia Ruano Pascual  | 6-2, 6-3               |
| 5.  | 12 febbraio 2006  | Open GDF Suez, Parigi (2)                     | Sintetico (i) | Émilie Loit         | Cara Black Rennae Stubbs                  | 7-6(5), 6-4            |
| 6.  | 25 febbraio 2006  | Dubai Tennis Championships, Dubai             | Cemento       | Francesca Schiavone | Svetlana Kuznecova Nadia Petrova          | 3-6, 7-6(1), 6-3       |
| 7.  | 1º ottobre 2006   | BGL-BNP Paribas Open Luxembourg, Lussemburgo  | Cemento (i)   | Francesca Schiavone | Anna-Lena Grönefeld Liezel Huber          | 2-6, 6-4, 6-1          |
| 8.  | 15 ottobre 2006   | Kremlin Cup, Mosca                            | Sintetico (i) | Francesca Schiavone | Iveta Benešová Galina Voskoboeva          | 6-4, 6(4)-7, 6-1       |
| 9.  | 19 agosto 2007    | East West Bank Classic, Los Angeles           | Cemento       | Rennae Stubbs       | Alicia Molik Mara Santangelo              | 6-0, 6-1               |
| 10. | 14 ottobre 2007   | Porsche Tennis Grand Prix, Stoccarda          | Cemento (i)   | Rennae Stubbs       | Chan Yung-jan Dinara Safina               | 6(5)-7, 7-6(4), [10-2] |
| 11. | 21 ottobre 2007   | Open di Zurigo, Zurigo                        | Sintetico (i) | Rennae Stubbs       | Lisa Raymond Francesca Schiavone          | 7-5, 7-6(1)            |
| 12. | 24 febbraio 2008  | Qatar Ladies Open, Doha                       | Cemento       | Rennae Stubbs       | Cara Black Liezel Huber                   | 6-1, 5-7, [10-7]       |
| 13. | 23 agosto 2008    | Pilot Pen Tennis, New Haven                   | Cemento       | Lisa Raymond        | Sorana Cîrstea Monica Niculescu           | 4-6, 7-5, [10-7]       |
| 14. | 16 gennaio 2010   | Moorilla Hobart International, Hobart         | Cemento       | Chuang Chia-jung    | Chan Yung-jan Monica Niculescu            | 3-6, 6-3, [10-7]       |
| 15. | 20 marzo 2010     | BNP Paribas Open, Indian Wells                | Cemento       | Katarina Srebotnik  | Nadia Petrova Samantha Stosur             | 6-4, 2-6, [10-5]       |
| 16. | 28 agosto 2010    | Pilot Pen Tennis, New Haven (2)               | Cemento       | Katarina Srebotnik  | Bethanie Mattek-Sands Meghann Shaughnessy | 7-5, 6-0               |
| 17. | 8 gennaio 2011    | ASB Classic, Auckland                         | Cemento       | Katarina Srebotnik  | Sofia Arvidsson Marina Eraković           | 6-3, 6-0               |
| 18. | 26 febbraio 2011  | Qatar Ladies Open, Doha (2)                   | Cemento       | Katarina Srebotnik  | Liezel Huber Nadia Petrova                | 7-5, 6(2)-7, [10-8]    |
| 19. | 18 giugno 2011    | AEGON International, Eastbourne               | Erba          | Katarina Srebotnik  | Liezel Huber Lisa Raymond                 | 6-3, 6-0               |
| 20. | 2 luglio 2011     | Torneo di Wimbledon, Londra                   | Erba          | Katarina Srebotnik  | Sabine Lisicki Samantha Stosur            | 6-3, 6-1               |
| 21. | 7 agosto 2011     | San Diego Open, San Diego                     | Cemento       | Katarina Srebotnik  | Raquel Kops-Jones Abigail Spears          | 6-0, 6-2               |
| 22. | 8 ottobre 2011    | China Open, Pechino                           | Cemento       | Katarina Srebotnik  | Gisela Dulko Flavia Pennetta              | 6-3, 6-4               |
| 23. | 13 gennaio 2012   | Medibank International, Sydney                | Cemento       | Katarina Srebotnik  | Liezel Huber Lisa Raymond                 | 6-1, 4-6, [13-11]      |
| 24. | 14 ottobre 2012   | Generali Ladies Linz, Linz (2)                | Cemento (i)   | Anna-Lena Grönefeld | Julia Görges Barbora Záhlavová-Strýcová   | 6-3, 6-4               |
| 25. | 25 maggio 2013    | Brussels Open, Bruxelles                      | Terra rossa   | Anna-Lena Grönefeld | Gabriela Dabrowski Shahar Peer            | 6-0, 6-3               |
| 26. | 2 febbraio 2014   | Open GDF Suez, Parigi (3)                     | Cemento (i)   | Anna-Lena Grönefeld | Tímea Babos Kristina Mladenovic           | 6(7)-7, 6-4, [10-5]    |
| 27. | 18 maggio 2014    | Internazionali d'Italia, Roma                 | Terra rossa   | Katarina Srebotnik  | Sara Errani Roberta Vinci                 | 4-0, rit.              |
| 28. | 5 maggio 2017     | Sparta Prague WTA, Praga                      | Terra rossa   | Anna-Lena Grönefeld | Lucie Hradecká Kateřina Siniaková         | 6–4, 7-6(3)            |
| 29. | 4 maggio 2018     | Sparta Prague WTA, Praga (2)                  | Terra rossa   | Nicole Melichar     | Mihaela Buzărnescu Lidzija Marozava       | 6–4, 6-2               |
| 30. | 5 agosto 2018     | Mubadala Silicon Valley Classic, San Jose     | Cemento       | Latisha Chan        | Ljudmyla Kičenok Nadežda Kičenok          | 6-4, 6-1               |
| 31. | 14 ottobre 2018   | Tianjin Open, Tianjin                         | Cemento       | Nicole Melichar     | Monique Adamczak Jessica Moore            | 6-4, 6-2               |
| 32. | 5 gennaio 2019    | Brisbane International, Brisbane              | Cemento       | Nicole Melichar     | Latisha Chan Chan Hao-ching               | 6-1, 6-1               |
| 33. | 4 agosto 2019     | Mubadala Silicon Valley Classic, San Jose (2) | Cemento       | Nicole Melichar     | Shūko Aoyama Ena Shibahara                | 6-4, 6-4               |
| 34. | 15 settembre 2019 | Zhengzhou Open, Zhengzhou                     | Cemento       | Nicole Melichar     | Yanina Wickmayer Tamara Zidanšek          | 6-1, 7-6(2)            |
| 35. | 29 agosto 2020    | Western & Southern Open, New York             | Cemento       | Demi Schuurs        | Nicole Melichar Xu Yifan                  | 6-1, 4-6, [10-4]       |
| 36. | 3 ottobre 2021    | Chicago Fall Tennis Classic, Chicago          | Cemento       | Andrea Petković     | Caroline Dolehide Coco Vandeweghe         | 6-3, 6-1               |

#### Sconfitte (42)
| Legenda              | Legenda               |
| -------------------- | --------------------- |
| Grande Slam (2)      |                       |
| Argenti Olimpici (0) |                       |
| WTA Finals (3)       |                       |
| WTA Elite Trophy (0) |                       |
| Prima del 2009       | Dal 2009 al 2020      |
| Tier I (2)           | Premier Mandatory (3) |
| Tier II (8)          | Premier 5 (8)         |
| Tier III (4)         | Premier (6)           |
| Tier IV (1)          | International (5)     |
| Tier V (0)           | International (5)     |

| No. | Data              | Torneo                                       | Superficie      | Partner              | Avversari in finale                                | Risultato           |
| 1.  | 12 luglio 1998    | I. ČLTK Prague Open, Praga                   | Terra rossa     | Michaela Paštiková   | Silvia Farina Elia Karina Habšudová                | 6-2, 1-6, 1-6       |
| 2.  | 14 luglio 1999    | Nokia Cup, Prostějov                         | Terra rossa     | Helena Vildová       | Alexandra Fusai Nathalie Tauziat                   | 6-3, 2-6, 1-6       |
| 3.  | 6 maggio 2001     | Betty Barclay Cup, Amburgo                   | Terra rossa     | Barbara Rittner      | Cara Black Elena Lichovceva                        | 2-6, 6-4, 2-6       |
| 4.  | 30 settembre 2001 | Sparkassen Cup, Lipsia                       | Sintetico (i)   | Barbara Rittner      | Elena Lichovceva Nathalie Tauziat                  | 4-6, 2-6            |
| 5.  | 6 gennaio 2002    | ASB Classic, Auckland                        | Cemento         | Henrieta Nagyová     | Nicole Arendt Liezel Huber                         | 5-7, 4-6            |
| 6.  | 2 ottobre 2002    | BGL-BNP Paribas Open Luxembourg, Lussemburgo | Cemento (i)     | Barbara Rittner      | Kim Clijsters Janette Husárová                     | 6-4, 3-6, 5-7       |
| 7.  | 10 aprile 2005    | MPS Group Championships, Amelia Island       | Terra verde     | Iveta Benešová       | Bryanne Stewart Samantha Stosur                    | 4-6, 2-6            |
| 8.  | 24 aprile 2005    | Family Circle Cup, Charleston                | Terra verde     | Iveta Benešová       | Conchita Martínez Virginia Ruano Pascual           | 1-6, 4-6            |
| 9.  | 24 luglio 2005    | Western & Southern Open, Cincinnati          | Cemento         | María Emilia Salerni | Laura Granville Abigail Spears                     | 6-3, 2-6, 4-6       |
| 10. | 9 ottobre 2005    | Porsche Tennis Grand Prix, Filderstadt       | Sintetico (i)   | Francesca Schiavone  | Daniela Hantuchová Anastasija Myskina              | 0-6, 6-3, 5-7       |
| 11. | 21 maggio 2006    | Internazionali BNL d'Italia, Roma            | Terra rossa     | Francesca Schiavone  | Daniela Hantuchová Ai Sugiyama                     | 6-3, 3-6, 1-6       |
| 12. | 23 luglio 2007    | International Women's Open, Eastbourne       | Erba            | Rennae Stubbs        | Lisa Raymond Samantha Stosur                       | 7–6(5), 4-6, 3-6    |
| 13. | 17 febbraio 2008  | Proximus Diamond Games, Anversa              | Sintetico (i)   | Ai Sugiyama          | Cara Black Liezel Huber                            | 1-6, 3-6            |
| 14. | 21 luglio 2008    | International Women's Open, Eastbourne (2)   | Erba            | Rennae Stubbs        | Cara Black Liezel Huber                            | 6-2, 0-6, [8-10]    |
| 15. | 4 ottobre 2008    | Porsche Tennis Grand Prix, Stoccarda         | Cemento (i)     | Rennae Stubbs        | Anna-Lena Grönefeld Patty Schnyder                 | 2-6, 4-6            |
| 16. | 5 novembre 2008   | WTA Tour Championships, Doha                 | Cemento         | Rennae Stubbs        | Cara Black Liezel Huber                            | 1-6, 5-7            |
| 17  | 7 febbraio 2009   | Open GDF Suez, Parigi                        | Cemento (i)     | Lisa Raymond         | Cara Black Liezel Huber                            | 4-6, 6-3, [4-10]    |
| 18. | 29 marzo 2009     | Sony Ericsson Open, Miami                    | Cemento         | Lisa Raymond         | Svetlana Kuznecova Amélie Mauresmo                 | 6-4, 3-6, [3-10]    |
| 19. | 12 aprile 2009    | MPS Group Championships, Ponte Vedra Beach   | Terra verde     | Lisa Raymond         | Chuang Chia-jung Sania Mirza                       | 3-6, 6-44, [7-10]   |
| 20. | 16 maggio 2009    | Mutua Madrileña Madrid Open, Madrid          | Terra rossa     | Lisa Raymond         | Cara Black Liezel Huber                            | 6-4 3-6, [6-10]     |
| 21. | 21 febbraio 2010  | Dubai Tennis Championships, Dubai            | Cemento         | Katarina Srebotnik   | Nuria Llagostera Vives María José Martínez Sánchez | 6(5)-7, 4-6         |
| 22. | 24 aprile 2010    | Porsche Tennis Grand Prix, Stoccarda (2)     | Terra rossa (i) | Katarina Srebotnik   | Gisela Dulko Flavia Pennetta                       | 6-3, 6-7, [5-10]    |
| 23. | 25 maggio 2010    | Open di Francia, Parigi                      | Terra rossa     | Katarina Srebotnik   | Serena Williams Venus Williams                     | 2-6, 3-6            |
| 24. | 19 giugno 2010    | AEGON International, Eastbourne (3)          | Erba            | Katarina Srebotnik   | Lisa Raymond Rennae Stubbs                         | 6-2, 2-6, [11-13]   |
| 25. | 23 agosto 2010    | Rogers Cup, Montréal                         | Cemento         | Katarina Srebotnik   | Gisela Dulko Flavia Pennetta                       | 5-7, 6-3, [10-12]   |
| 26. | 17 ottobre 2010   | Generali Ladies Linz, Linz                   | Cemento (i)     | Katarina Srebotnik   | Renata Voráčová Barbora Záhlavová-Strýcová         | 5-7, 6(6)-7         |
| 27. | 31 ottobre 2010   | WTA Tour Championships, Doha (2)             | Cemento         | Katarina Srebotnik   | Gisela Dulko Flavia Pennetta                       | 5-7, 4-6            |
| 28. | 14 gennaio 2011   | Medibank International Sydney, Sydney        | Cemento         | Katarina Srebotnik   | Iveta Benešová Barbora Záhlavová-Strýcová          | 6-4, 4-6, [7-10]    |
| 29. | 20 febbraio 2011  | Dubai Tennis Championships, Dubai (2)        | Cemento         | Katarina Srebotnik   | Liezel Huber María José Martínez Sánchez           | 6(5)-7, 3-6         |
| 30. | 7 maggio 2011     | Mutua Madrileña Madrid Open, Madrid (2)      | Terra rossa     | Katarina Srebotnik   | Viktoryja Azaranka Marija Kirilenko                | 4-6, 3-6            |
| 31. | 30 ottobre 2011   | WTA Tour Championships, Istanbul (3)         | Cemento (i)     | Katarina Srebotnik   | Liezel Huber Lisa Raymond                          | 4-6, 4-6            |
| 32. | 29 settembre 2012 | Toray Pan Pacific Open, Tokyo                | Cemento         | Anna-Lena Grönefeld  | Raquel Kops-Jones Abigail Spears                   | 1-6, 4-6            |
| 33. | 5 gennaio 2013    | Brisbane International, Brisbane             | Cemento         | Anna-Lena Grönefeld  | Bethanie Mattek-Sands Sania Mirza                  | 4-6, 6-4, [10-7]    |
| 34. | 15 giugno 2013    | Nürnberger Versicherungscup, Norimberga      | Terra rossa     | Anna-Lena Grönefeld  | Ioana Raluca Olaru Valerija Solov'ëva              | 2-6, 7-6(3), [11-9] |
| 35. | 11 agosto 2013    | Rogers Cup, Montreal (2)                     | Cemento         | Anna-Lena Grönefeld  | Jelena Janković Katarina Srebotnik                 | 5-7, 6-2, [10-6]    |
| 36. | 18 agosto 2013    | Western & Southern Open, Cincinnati (2)      | Cemento         | Anna-Lena Grönefeld  | Hsieh Su-wei Peng Shuai                            | 6-2, 3-6, [10-12]   |
| 37. | 16 febbraio 2014  | Qatar Ladies Open, Doha                      | Cemento         | Katarina Srebotnik   | Hsieh Su-wei Peng Shuai                            | 4-6, 0-6            |
| 38. | 16 ottobre 2016   | Generali Ladies Linz, Linz (2)               | Cemento (i)     | Anna-Lena Grönefeld  | Kiki Bertens Johanna Larsson                       | 6-4, 2-6, [7-10]    |
| 39. | 13 agosto 2017    | Rogers Cup, Toronto (3)                      | Cemento         | Anna-Lena Grönefeld  | Ekaterina Makarova Elena Vesnina                   | 0-6, 4-6            |
| 40. | 29 aprile 2018    | Porsche Tennis Grand Prix, Stoccarda (3)     | Terra rossa (i) | Nicole Melichar      | Raquel Atawo Anna-Lena Grönefeld                   | 4-6, 7-6(5), [5-10] |
| 41. | 14 luglio 2018    | Torneo di Wimbledon, Londra                  | Erba            | Nicole Melichar      | Barbora Krejčíková Kateřina Siniaková              | 4-6, 6-4, 0-6       |
| 42. | 3 maggio 2019     | Sparta Prague WTA, Praga                     | Terra rossa     | Nicole Melichar      | Anna Kalinskaja Viktória Kužmová                   | 6–4, 5-7, [7-10]    |

### Doppio Misto

#### Sconfitte (3)
| Tornei del Grande Slam  |
| ----------------------- |
| Australian Open (0)     |
| Open di Francia (0)     |
| Torneo di Wimbledon (0) |
| US Open (3)             |

| N. | Anno             | Torneo                | Superficie | Compagno             | Avversari in finale             | Punteggio            |
| 1. | 6 settembre 2006 | US Open, New York     | Cemento    | Martin Damm          | Martina Navrátilová Bob Bryan   | 2-6, 3-6             |
| 2. | 9 settembre 2010 | US Open, New York (2) | Cemento    | Aisam-ul-Haq Qureshi | Liezel Huber Bob Bryan          | 4-6, 4-6             |
| 3. | 6 settembre 2012 | US Open, New York (3) | Cemento    | Marcin Matkowski     | Ekaterina Makarova Bruno Soares | 7–6(8), 1–6, [10–12] |

## Risultati in progressione
| Sigla | Risultato               |
| ----- | ----------------------- |
| V     | Vincitore               |
| F     | Finalista               |
| SF    | Semifinalista           |
| O     | Oro olimpico            |
| A     | Argento olimpico        |
| SF    | Bronzo olimpico         |
| QF    | Quarti di Finale        |
| 4T    | Quarto turno            |
| 3T    | Terzo turno             |
| 2T    | Secondo turno           |
| 1T    | Primo turno             |
| RR    | Round Robin             |
| LQ    | Turno di qualificazione |
| A     | Assente                 |
| ND    | Non disputato           |

| Legenda superfici    |
| -------------------- |
| Cemento              |
| Terra battuta        |
| Erba                 |
| Superficie variabile |

### Singolare nei tornei del Grande Slam
| Torneo          | 1994 | 1995 | 1996 | 1997 | 1998 | 1999 | 2000 | 2001 | 2002 | 2003 | 2004 | 2005 | 2006 | 2007 | 2008 | 2009 | 2010 | 2011 | 2012 | 2013 | 2014 | 2015 | 2016 | 2017 | 2018 |
| --------------- | ---- | ---- | ---- | ---- | ---- | ---- | ---- | ---- | ---- | ---- | ---- | ---- | ---- | ---- | ---- | ---- | ---- | ---- | ---- | ---- | ---- | ---- | ---- | ---- | ---- |
| Australian Open | A    | A    | A    | A    | A    | 1T   | 3T   | A    | 2T   | A    | A    | 1T   | A    | A    | A    | A    | A    | A    | A    | A    | A    | A    | A    | A    | A    |
| Open di Francia | A    | A    | A    | A    | 2T   | 3T   | 3T   | 1T   | 1T   | A    | 2T   | 2T   | 1T   | 2T   | A    | A    | A    | A    | A    | A    | A    | A    | A    | A    | A    |
| Wimbledon       | A    | A    | A    | A    | 1T   | 1T   | 1T   | A    | 2T   | A    | A    | 4T   | 2T   | A    | A    | A    | A    | A    | A    | A    | A    | A    | A    | A    | A    |
| US Open         | A    | A    | A    | A    | 2T   | 1T   | 2T   | 1T   | 1T   | A    | A    | 1T   | 1T   | A    | A    | A    | A    | A    | A    | A    | A    | A    | A    | A    | A    |

### Doppio nei tornei del Grande Slam
| Torneo          | 1994 | 1995 | 1996 | 1997 | 1998 | 1999 | 2000 | 2001 | 2002 | 2003 | 2004 | 2005 | 2006 | 2007 | 2008 | 2009 | 2010 | 2011 | 2012 | 2013 | 2014 | 2015 | 2016 | 2017 | 2018 | 2019 |
| --------------- | ---- | ---- | ---- | ---- | ---- | ---- | ---- | ---- | ---- | ---- | ---- | ---- | ---- | ---- | ---- | ---- | ---- | ---- | ---- | ---- | ---- | ---- | ---- | ---- | ---- | ---- |
| Australian Open | A    | A    | A    | A    | A    | 3T   | 1T   | A    | QF   | A    | A    | 1T   | A    | A    | QF   | 3T   | 2T   | SF   | 2T   | 2T   | SF   | 1T   | A    | 3T   | 3T   | 3T   |
| Open di Francia | 2T   | A    | A    | A    | A    | 2T   | 2T   | 3T   | 1T   | A    | 1T   | 3T   | QF   | 3T   | 3T   | 3T   | F    | QF   | QF   | 2T   | QF   | A    | 1T   | 1T   | 3T   |      |
| Wimbledon       | 1T   | A    | A    | A    | A    | 1T   | 2T   | A    | 2T   | A    | A    | 1T   | QF   | QF   | 3T   | A    | QF   | V    | 2T   | SF   | 1T   | A    | QF   | SF   | F    |      |
| US Open         | A    | A    | A    | A    | A    | 2T   | 2T   | 3T   | 1T   | A    | A    | 1T   | SF   | SF   | 1T   | A    | 3T   | QF   | QF   | 3T   | QF   | A    | 1T   | 1T   | 1T   |      |

### Doppio misto nei tornei del Grande Slam
| Torneo          | 1994 | 1995 | 1996 | 1997 | 1998 | 1999 | 2000 | 2001 | 2002 | 2003 | 2004 | 2005 | 2006 | 2007 | 2008 | 2009 | 2010 | 2011 | 2012 | 2013 | 2014 | 2015 | 2016 | 2017 | 2018 | 2019 |
| --------------- | ---- | ---- | ---- | ---- | ---- | ---- | ---- | ---- | ---- | ---- | ---- | ---- | ---- | ---- | ---- | ---- | ---- | ---- | ---- | ---- | ---- | ---- | ---- | ---- | ---- | ---- |
| Australian Open | A    | A    | A    | A    | A    | A    | A    | A    | QF   | A    | A    | A    | A    | A    | QF   | 1T   | 1T   | 1T   | 1T   | SF   | 2T   | 1T   | A    | A    | 2T   | 1T   |
| Open di Francia | A    | A    | A    | A    | A    | A    | A    | A    | A    | A    | A    | 2T   | 1T   | 1T   | SF   | 1T   | A    | 2T   | QF   | 1T   | 1T   | A    | A    | 1T   | 1T   |      |
| Wimbledon       | A    | A    | A    | A    | A    | A    | A    | A    | 2T   | A    | A    | 2T   | 3T   | 3T   | QF   | A    | A    | 2T   | 3T   | QF   | 3T   | A    | A    | 2T   | 2T   |      |
| US Open         | A    | A    | A    | A    | A    | A    | A    | A    | A    | A    | A    | 1T   | F    | 2T   | 2T   | A    | F    | A    | F    | QF   | QF   | A    | A    | 2T   | 2T   |      |

## Vittorie contro giocatrici Top 10
| Stagione | 1999 | 2000 | 2001 | 2002 | 2003 | 2004 | 2005 | Totale |
| Vittorie | 1    | 1    | 0    | 0    | 0    | 0    | 2    | 4      |

| #    | Giocatrice       | Ranking | Evento                    | Superficie    | Turno | Punteggio     | Rank. KPR |
| ---- | ---------------- | ------- | ------------------------- | ------------- | ----- | ------------- | --------- |
| 1999 |                  |         |                           |               |       |               |           |
| 1.   | Mary Pierce      | 6       | Sparkassen Cup, Lipsia    | Sintetico (i) | SF    | 1-6, 6-3, 6-3 | 67        |
| 2000 |                  |         |                           |               |       |               |           |
| 2.   | Nathalie Tauziat | 7       | Austria Ladies Linz, Linz | Cemento (i)   | QF    | 6-3, 6-4      | 36        |
| 2005 |                  |         |                           |               |       |               |           |
| 3.   | Vera Zvonarëva   | 10      | German Open, Berlino      | Terra rossa   | 2T    | 6-2, 6-0      | 67        |
| 4.   | Elena Dement'eva | 8       | Austria Ladies Linz, Linz | Cemento (i)   | 2T    | 6-3, 7-5      | 39        |